# Hélène Ségara

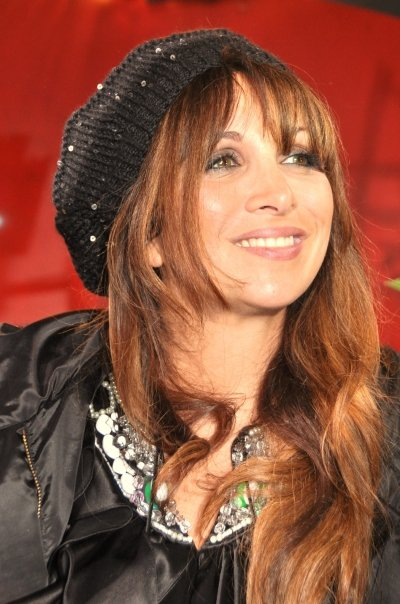
Hélène Ségara (2008)

Hélène Ségara (* 26. Februar 1971 als Hélène Aurore Alice Rizzo in Six-Fours-les-Plages, Provence-Alpes-Côte d’Azur) ist eine französische Sängerin.

## Biografie
Ségaras Vater ist Italiener, ihre Mutter Armenierin. Ihre Eltern ließen sich scheiden, als Hélène acht Jahre alt war; seitdem lebte sie mit ihrer Schwester Magali bei ihrer Mutter. Mit elf Jahren gewann sie einen Gesangswettbewerb, bei dem sie das Lied L’amour en héritage von Nana Mouskouri sang. Mit 15 Jahren verließ sie die Schule und begann in verschiedenen Bars an der Côte d’Azur zu singen. Im Jahr 1993 kam ihre erste Single Loin heraus, die jedoch wenig erfolgreich war.
Nach mehreren Versuchen bei verschiedenen Musik-Labels traf sie den Produzenten Orlando und unterschrieb einen Vertrag beim Label East West. Hélènes erste Single bei diesem Label, Je vous aime adieu, erschien im Juni 1996 und schaffte den Sprung in die französischen Charts. Allerdings gelang ihr erst eineinhalb Jahre später der Durchbruch. Zusammen mit dem italienischen Sänger Andrea Bocelli nahm sie eine französisch-italienische Version des Lieds Vivo per lei auf, das zum Nummer-1-Hit in Frankreich wurde. Anfang 1998 erschien dann auch ihr Debütalbum Cœur de verre, das daraufhin bis auf Platz 6 der Albumcharts stieg und über ein Jahr in der Hitparade blieb. Ihre nächste Solosingle hieß Loin du froid de décembre und stammte aus dem Soundtrack des Films Anastasia.
1998 spielte sie in der Pariser Originalbesetzung des Musicals Notre Dame de Paris die Rolle der ‚Esméralda‘. Nach einem Auftritt im Jahr 1999 verlor sie allerdings ihre Stimme und musste operiert werden. Doch bereits im November desselben Jahres hatte sie mit Il y a trop de gens qui t’aiment ihre erste Solo-Nummer-1-Single. Das darauf folgende Album Au nom d’une femme scheiterte zwar knapp an Platz 1, war aber über zwei Jahre in den Charts und wurde mit Diamant ausgezeichnet. Auch in der Schweiz wurde Hélène Ségara mit diesem Album bekannt. Dort erreichte es die Top 10 und brachte es auf 59 Chartwochen. Die bekanntesten Songs von diesem Album sind Elle, tu l’aimes, Tu vas me quitter, beides Top-10-Hits in Frankreich, und Parlez-moi de nous.
Ende 2001 erschien das Livealbum En concert, aufgenommen im Pariser Olympia. 2002 nahm sie eine spanische Version des Albums Au nom d’une femme auf. Und im Jahre 2003 kam schließlich das Album Humaine heraus, das die vorangegangenen Erfolge fortsetzte. In Frankreich kam es auf Platz 1, in der Schweiz auf Platz 5 und mit L’amour est un soleil und Encore une fois enthielt es zwei Lieder, mit denen sie diesmal auch in den Schweizer Singlecharts erfolgreich war. Am erfolgreichsten war aber ihr Duett mit Laura Pausini, On n’oublie jamais rien, on vit avec, das mit Platz 3 ihr bislang größter Hit in der Schweiz war.
Am 30. August 2003 heiratete sie Mathieu Lecat und zog mit ihm nach Frankreich. Aus der Beziehung gingen drei Kinder hervor: Raphael, Mattéo und Maya.
Im November 2004 kam Segaras erstes Best-Of heraus, auf dem 15 ihrer Hits plus drei neue Songs waren.

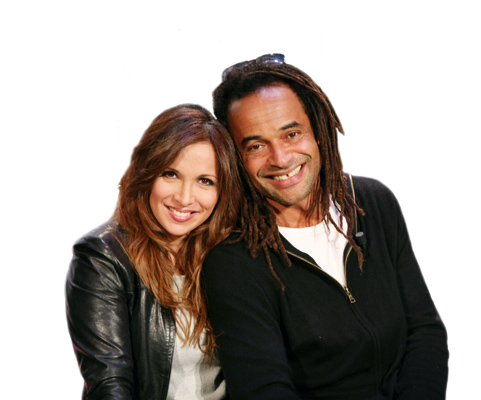
Hélène Ségara posiert zusammen mit Yannick Noah für die Kampagne Enfants, Ados: l’internet sans danger

Nach einer kleineren Pause erschien am 18. September 2006 das Album Quand l’éternité…, das sofort auf Platz 1 der französischen Charts einstieg. Die erste Singleauskopplung heißt Méfie-toi de moi und klingt deutlich härter als ihre bisherigen Aufnahmen. Die zweite Singleauskopplung war Rien n’est comme avant. Daraufhin ging sie auf Tournee und trat in verschiedenen frankophonen Ländern auf, unter anderem in Marokko, La Réunion, Russland, Algerien und China. Ende 2008 nahm sie gemeinsam mit dem kanadischen Sänger Bruno Pelletier das Duett La moitié de nous auf. Im November 2008 kam ihr Konzeptalbum Mon pays, c’est la terre heraus, das klassische, traditionelle Melodien aus der Folklore enthält. Auf dieses Album folgte eine weitere internationale Tournee. Nach einer dreijährigen Pause kehrte sie 2011 mit ihrem siebten Studioalbum Parmi la foule zurück. Die ausgekoppelte Single Le Monde à l’envers singt sie erstmals zusammen mit ihrem Sohn Raphael.
Die Sängerin wurde 2012 von Joe Dassins Söhnen gefragt, ob sie an der Aufnahme von virtuellen Duetten mit ihrem Vater interessiert sei. Sie hatte zu jener Zeit noch andere Angebote, nahm dieses aber an, weil es ihr Herzenswunsch gewesen war, einmal mit Joe Dassin gemeinsam singen zu können. Im Jahr 2013 kam das Album unter dem Titel D’où je viens heraus. Nur Les Champs-Élysées singt sie darauf allein.
Ségara nimmt regelmäßig am jährlichen Wohltätigkeitskonzert der Les Enfoirés, dem größten Medienereignis in der frankophonen Welt teil.

## Diskografie

### Studioalben
| Jahr | Titel                     | Höchstplatzierung, Gesamtwochen, AuszeichnungChartplatzierungen (Jahr, Titel, Platzierungen, Wochen, Auszeichnungen, Anmerkungen) | Höchstplatzierung, Gesamtwochen, AuszeichnungChartplatzierungen (Jahr, Titel, Platzierungen, Wochen, Auszeichnungen, Anmerkungen) | Höchstplatzierung, Gesamtwochen, AuszeichnungChartplatzierungen (Jahr, Titel, Platzierungen, Wochen, Auszeichnungen, Anmerkungen) | Anmerkungen                                          |
| Jahr | Titel                     | FR | BEW | CH | Anmerkungen                                          |
| ---- | ------------------------- | --- | --- | --- | ---------------------------------------------------- |
| 1996 | Cœur de verre             | FR6 Platin · (59 Wo.)FR | BEW12 (26 Wo.)BEW | — | Erstveröffentlichung: 22. November 1996              |
| 2000 | Au nom d’une femme        | FR2 Diamant · (109 Wo.)FR | BEW1 Platin · (75 Wo.)BEW | CH9 Gold · (59 Wo.)CH | Erstveröffentlichung: Februar 2000                   |
| 2002 | Hélène                    | FR135 (1 Wo.)FR | — | — | Erstveröffentlichung: 28. Mai 2002                   |
| 2003 | Humaine                   | FR1 ×2Doppelplatin · (68 Wo.)FR                                                                                                   | BEW3 (32 Wo.)BEW | CH5 (16 Wo.)CH | Erstveröffentlichung: 10. März 2003                  |
| 2006 | Quand l’éternité…         | FR1 Gold · (38 Wo.)FR | BEW4 (26 Wo.)BEW | CH28 (7 Wo.)CH | Erstveröffentlichung: 1. September 2006              |
| 2008 | Mon pays c’est la terre   | FR19 (12 Wo.)FR | BEW33 (11 Wo.)BEW | — | Erstveröffentlichung: 17. November 2008              |
| 2011 | Parmi la foule            | FR9 (14 Wo.)FR | BEW5 (16 Wo.)BEW | CH58 (2 Wo.)CH | Erstveröffentlichung: 25. April 2011                 |
| 2013 | Et si tu n’existais pas   | FR2 Platin · (27 Wo.)FR | BEW3 (39 Wo.)BEW | CH56 (6 Wo.)CH | Erstveröffentlichung: 4. Oktober 2013 mit Joe Dassin |
| 2014 | Tout commence aujourd’hui | FR43 (16 Wo.)FR | BEW36 (24 Wo.)BEW | — | Erstveröffentlichung: 8. Dezember 2014               |
| 2016 | Amaretti                  | FR7 (13 Wo.)FR | BEW13 (18 Wo.)BEW | CH57 (1 Wo.)CH | Erstveröffentlichung: 30. September 2016             |
| 2021 | Karma                     | FR34 (2 Wo.)FR | BEW5 (7 Wo.)BEW | — | Erstveröffentlichung: 11. Juni 2021                  |

### Livealben
| Jahr | Titel                  | Höchstplatzierung, Gesamtwochen, AuszeichnungChartplatzierungen (Jahr, Titel, Platzierungen, Wochen, Auszeichnungen, Anmerkungen) | Höchstplatzierung, Gesamtwochen, AuszeichnungChartplatzierungen (Jahr, Titel, Platzierungen, Wochen, Auszeichnungen, Anmerkungen) | Höchstplatzierung, Gesamtwochen, AuszeichnungChartplatzierungen (Jahr, Titel, Platzierungen, Wochen, Auszeichnungen, Anmerkungen) | Anmerkungen                        |
| Jahr | Titel                  | FR | BEW | CH | Anmerkungen                        |
| ---- | ---------------------- | --- | --- | --- | ---------------------------------- |
| 2001 | En concert à l’Olympia | FR4 ×3Dreifachplatin · (23 Wo.)FR                                                                                                 | BEW11 (8 Wo.)BEW | CH40 (7 Wo.)CH | Erstveröffentlichung: Oktober 2001 |

### Kompilationen
| Jahr | Titel                              | Höchstplatzierung, Gesamtwochen, AuszeichnungChartplatzierungen (Jahr, Titel, Platzierungen, Wochen, Auszeichnungen, Anmerkungen) | Höchstplatzierung, Gesamtwochen, AuszeichnungChartplatzierungen (Jahr, Titel, Platzierungen, Wochen, Auszeichnungen, Anmerkungen) | Höchstplatzierung, Gesamtwochen, AuszeichnungChartplatzierungen (Jahr, Titel, Platzierungen, Wochen, Auszeichnungen, Anmerkungen) | Anmerkungen                             |
| Jahr | Titel                              | FR | BEW | CH | Anmerkungen                             |
| ---- | ---------------------------------- | --- | --- | --- | --------------------------------------- |
| 2000 | Au nom d’une femme / Cœur de verre | FR41 (9 Wo.)FR | — | — |                                         |
| 2004 | Le Best of                         | FR— GoldFR | BEW11 (32 Wo.)BEW | CH49 (9 Wo.)CH | Erstveröffentlichung: 26. November 2004 |
| 2007 | Les 50 plus belles chansons        | — | BEW72 (6 Wo.)BEW | — | Erstveröffentlichung: 9. März 2017      |

### Singles
| Jahr | Titel Album                                         | Höchstplatzierung, Gesamtwochen, AuszeichnungChartplatzierungen (Jahr, Titel, Album, Platzierungen, Wochen, Auszeichnungen, Anmerkungen) | Höchstplatzierung, Gesamtwochen, AuszeichnungChartplatzierungen (Jahr, Titel, Album, Platzierungen, Wochen, Auszeichnungen, Anmerkungen) | Höchstplatzierung, Gesamtwochen, AuszeichnungChartplatzierungen (Jahr, Titel, Album, Platzierungen, Wochen, Auszeichnungen, Anmerkungen) | Anmerkungen                                               |
| Jahr | Titel Album                                         | FR | BEW | CH | Anmerkungen                                               |
| ---- | --------------------------------------------------- | --- | --- | --- | --------------------------------------------------------- |
| 1996 | Je vous aime adieu Cœur de verre                    | FR13 Gold · (21 Wo.)FR | BEW16 (15 Wo.)BEW | — | Erstveröffentlichung: 22. April 1996                      |
| 1997 | Vivo per lei (je vis pour elle) Cœur de verre       | FR1 Platin · (42 Wo.)FR | BEW1 Platin · (28 Wo.)BEW | — | Erstveröffentlichung: 1. Dezember 1997 mit Andrea Bocelli |
| 1998 | Loin du froid de décembre Cœur de verre             | FR54 (6 Wo.)FR | — | — | Erstveröffentlichung: 2. März 1998                        |
| 1998 | Les vallées d’Irlande Cœur de verre                 | FR15 Gold · (31 Wo.)FR | BEW27 (12 Wo.)BEW | — | Erstveröffentlichung: 30. November 1998                   |
| 1999 | Il y a trop de gens que t’aiment Au nom d’une femme | FR1 Platin · (36 Wo.)FR | BEW1 Platin · (23 Wo.)BEW | — | Erstveröffentlichung: 9. November 1999                    |
| 2000 | Elle, tu l’aimes… Au nom d’une femme                | FR3 Platin · (31 Wo.)FR | BEW4 Platin · (20 Wo.)BEW | — | Erstveröffentlichung: 18. April 2000                      |
| 2000 | Parlez-moi de nous Au nom d’une femme               | FR15 Silber · (25 Wo.)FR | BEW23 (11 Wo.)BEW | — | Erstveröffentlichung: 19. September 2000                  |
| 2001 | Tu vas me quitter Au nom d’une femme                | FR7 Gold · (20 Wo.)FR | BEW10 (13 Wo.)BEW | — | Erstveröffentlichung: 30. Januar 2001                     |
| 2001 | Au nom d’une femme                                  | FR44 (16 Wo.)FR | — | — | Erstveröffentlichung: 12. Juni 2001                       |
| 2002 | Donner tout –                                       | FR15 (18 Wo.)FR | BEW20 (9 Wo.)BEW | — |                                                           |
| 2003 | L’amour est un soleil Humaine                       | FR2 Gold · (19 Wo.)FR | BEW14 (8 Wo.)BEW | CH13 (13 Wo.)CH | Erstveröffentlichung: 11. April 2003                      |
| 2003 | Encore une fois Humaine                             | FR32 (17 Wo.)FR | — | CH77 (9 Wo.)CH | Erstveröffentlichung: 8. August 2003                      |
| 2003 | On n’oublie jamais rien, on vit avec Humaine        | FR3 Gold · (30 Wo.)FR | BEW2 Gold · (23 Wo.)BEW | CH3 (26 Wo.)CH | Erstveröffentlichung: 23. November 2003 mit Laura Pausini |
| 2004 | On ne dit pas Humaine                               | FR26 (21 Wo.)FR | — | CH61 (10 Wo.)CH |                                                           |
| 2004 | Ailleurs comme ici –                                | FR11 (17 Wo.)FR | BEW24 (10 Wo.)BEW | CH66 (8 Wo.)CH | Erstveröffentlichung: 26. November 2004                   |
| 2006 | Méfie-toi de moi Quand l’éternité…                  | FR18 (16 Wo.)FR | BEW34 (2 Wo.)BEW | CH96 (1 Wo.)CH | Erstveröffentlichung: 30. Oktober 2006                    |
| 2007 | Rien n’est comme avant Quand l’éternité…            | FR20 (19 Wo.)FR | BEW34 (2 Wo.)BEW | — | Erstveröffentlichung: 26. Februar 2007                    |
| 2008 | La moitié de nous –                                 | FR6 (19 Wo.)FR | BEW8 (14 Wo.)BEW | — | mit Bruno Pelletier                                       |
| 2011 | La vie avec toi Parmi la foule                      | — | BEW48 (2 Wo.)BEW | — | Erstveröffentlichung: 25. April 2011                      |
| 2013 | Et si tu n’existais pas                             | FR94 (4 Wo.)FR | — | — | Erstveröffentlichung: 2. September 2013 mit Joe Dassin    |
| 2014 | Tout commence aujourd’hui                           | FR105 (1 Wo.)FR | — | — | Erstveröffentlichung: 20. Oktober 2014                    |
| 2014 | L’envie d’aimer –                                   | FR135 (1 Wo.)FR | — | — | mit Liane Foly, Julie Zenatti und Chimène Badi            |
| 2016 | L’envol Amaretti                                    | FR153 (1 Wo.)FR | — | — | Erstveröffentlichung: 27. Juli 2016                       |

### Videoalben
- 2005: Regards (FR: Gold)

## Auszeichnungen für Musikverkäufe
| Goldene Schallplatte - Finnland - 2004: für das Album Humaine | Platin-Schallplatte - Europa - 2000: für das Album Au nom d’une femme |

Anmerkung: Auszeichnungen in Ländern aus den Charttabellen bzw. Chartboxen sind in ebendiesen zu finden.
| Land/RegionAuszeichnungen für Musikverkäufe (Land/Region, Auszeichnungen, Verkäufe, Quellen) | Silber  | Gold       | Platin       | Diamant  | Verkäufe    | Quellen                                                   |
| -------------------------------------------------------------------------------------------- | ------- | ---------- | ------------ | -------- | ----------- | --------------------------------------------------------- |
| Belgien (BRMA)                                                                               | —       | Gold1      | 4× Platin4   | —        | 225.000     | ultratop.be                                               |
| Europa (IFPI)                                                                                | —       | —          | Platin1      | —        | (1.000.000) | ifpi.org (Memento vom 1. Januar 2014 im Internet Archive) |
| Finnland (IFPI)                                                                              | —       | Gold1      | —            | —        | 15.216      | ifpi.fi                                                   |
| Frankreich (SNEP)                                                                            | Silber1 | 8× Gold8   | 10× Platin10 | Diamant1 | 4.645.000   | infodisc.fr snepmusique.com                               |
| Schweiz (IFPI)                                                                               | —       | Gold1      | —            | —        | 25.000      | hitparade.ch                                              |
| Insgesamt                                                                                    | Silber1 | 11× Gold11 | 15× Platin15 | Diamant1 |             |                                                           |